# Gaius Julius Hyginus
Gaius Julius Hyginus, född omkring 64 f.Kr., död år 17 e.Kr., var en romersk polyhistor, bibliotekarie och lärare.
Hyginus kom till Rom som slav. Han tros ha kommit från Iberiska halvön, men det är även möjligt att han var en av Caesars krigsfångar från Alexandria. Kejsar Augustus gav honom friheten och gjorde honom ansvarig för biblioteket i Apollo Palatinus tempel. Hyginus var elev till Alexander Polyhistor och verkade även själv som lärare. Han var därtill vän med diktaren Ovidius. Dessutom hade han själv en frigiven slav, Julius Modestus, som följde i hans fotspår.
Hyginus uppvisar ett omfattande författarskap och man känner till diverse verk författade av honom, vilka nu har gått förlorade med undantag av några fragment. Han skrev om jordbruk, filologi, religion, historia och arkeologi. Ett verk om bin citerades av Columella, och både Aulus Gellius och Servius hänvisade till ett kritiskt och exegetiskt referat av Vergilius. Andra kända skrifter av honom var om trojanska ätter, om namnkunniga mäns liv och historier och om penaterna.
Det finns två verk på latin bevarade i Hyginus namn, boken Genealogiae eller Fabulae om grekisk mytologi, och en handbok i astronomi. Dessa tros dock vara skrivna på 100-talet och inte vara Julius Hyginus verk. Detsamma gäller även ett verk om lantmäteri, vars författare kallas Hyginus Gromaticus.
Asteroiden 12155 Hyginus är uppkallad efter honom.